# Куглашки клуб Црвена звезда
Куглашки клуб Црвена звезда је куглашки клуб из Београда. Клуб је део Спортског друштва Црвена звезда.

## Историја
Куглашки клуб Црвена звезда је основан 1953. године, а у саставу СД Црвена звезда је од 1957. године.
Успон клуба почиње доласком Дује Пухарића и Ласла Јагера, па је 1985. освајен први трофеј (Куп Југославије). Почетком деведесетих долази до фузије са ИМ Раковицом, играчки кадар је додатно оснажен, што доноси и прве титуле шампиона Југославије у витрине клуба (1992. и 1993). Сарадња два клуба је убрзо прекинута, а трећа титула првака освојена је 1999. Звездини куглаши су након тога освојили три везане титуле шампиона (2002, 2003, 2004). Црвено-беле су до успеха предводили: Јездимир Станимировић, Стефан Поповић, Мирослав Мацура, Ђорђе Ђермановић, Бењамин Нађ, Његош Шакић и Момчило Стевановић.